# 韦麻郎
韦麻郎，全名威布兰德·范·沃韦克（荷蘭語：Wybrand van Warwijck，1570年—1615年7月11日），荷兰海军中将。曾是一支有八艘船的艦隊的司令，參與所謂的第二次航海，由長程公司的後繼者所發起。他是第一名到訪摩鹿加群島的荷蘭人。1602年，他成為一支有十四艘船、一艘快艇的艦隊的司令官。他與明朝嘗試締貿易協定，但只帶著許多與中國商業政治相關的資訊折返。

## 生平
1598年5月，受议会资助以副指揮官身份隨老牌公司（Oude Compagnie）开展东印度航行。其间第一次描述了毛里求斯的渡渡鸟。
1602年代表荷兰东印度公司进行第二次航行。1603年至澳门，1604年至澎湖，要求互通贸易。韋麻郎占領澎湖後，透過李錦潛到福建漳州與商販潘秀聯繫，但因事機不密被捕；明朝官府後來釋放李錦，要他告知荷蘭人撤出澎湖，韋麻郎不肯。最後韋麻郎在與明朝官員談判失敗撤出澎湖。